# El Adalid (1906)
El Adalid fue un periódico católico semanal publicado en Torrelavega, España entre 1906 y 1917.

## Historia
La primera edición de El Adalid fue publicada el 19 de marzo de 1906 bajo la dirección de Ceferino Calderón.
El periódico era la publicación católica más militante en Cantabria. El Adalid tenía una línea editorial tradicionalista y denunciaba el liberalismo, llamándolo 'la pancarta de Lucifer'.
El Centro Electoral Católico se estableció alrededor de El Adalid y el periódico era una pieza importante en la campaña para elegir José María Gutiérrez Calderón como diputado provincial en su año de fundación.
El Besaya, publicado entre 1918 y 1919 se lanzó como sustitución a El Adalid. El Besaya, sin embargo, tenía una línea editorial más modernista que El Adalid y atrajo un lector distinto.